# Нагорный, Николай Никифорович
Никола́й Ники́форович Наго́рный (белор. Мікалай Нікiфаравіч Нагорны; 5 [18] декабря 1901 — 11 июля 1985) — советский военный деятель, генерал-полковник артиллерии (18.11.1944), командующий войсками ПВО СССР (1952—1953).

## Биография
Родился в деревне Осташин, Циринская волость Новогрудского уезда Минской губернии, (ныне в составе Кореличского района Гродненской области Белоруссии). По национальности — белорус. Окончил сельскую школу, затем железнодорожную школу в Москве. С февраля 1918 года работал упаковщиком и счетоводом в Народном комиссариате просвещения РСФСР, одновременно учился в Московском городском народном университете имени А. Л. Шанявского.
В РККА с марта 1920 года. Служил в 7-м и 1-м запасных полках красноармейцем, с июля того же года — на учёбе. В октябре 1921 года Нагорный закончил военно-химические курсы при Высшей военно-химической школе РККА, после чего был назначен на должность начальника химической службы стрелкового полка, затем дивизии, в этом же году вступил в ВКП(б). Ещё будучи курсантом, с мая по октябрь 1921 года участвовал в боях по подавлению Тамбовского восстания А. С. Антонова в Тамбовской губернии.
В первые годы военной службы служил в химических войсках РККА. С октября 1921 года — начальник химической службы 79-го Кронштадтского стрелкового полка 7-й Омской стрелковой дивизии. В октябре 1924 — сентябре 1925 годов проходил учёбу на Химических курсах усовершенствования командного состава РККА. В октябре 1925 года стал начальником химической службы 1-й стрелковой дивизии, в декабре 1925 года — начальником химической службы управления 4-го стрелкового корпуса, в феврале 1927 года — начальником химической службы артиллерийской инспекции Белорусского военного округа.
В 1927 году переведён в войска ПВО СССР и назначен помощником начальника штаба 6-й авиационной бригады по ПВО в Белорусском военном округе. С августа 1928 года — помощник начальника штаба сектора ПВО Белорусского военного округа, а с июня 1929 года — начальник пункта ПВО города Бобруйска. Новое поприще требовало новых знаний.
В январе 1930 года окончил курсы инструкторов ПВО РККА (Ленинград). После окончания учёбы с февраля 1930 года занимал должности помощника начальника сектора, заместителя начальника сектора 6-го управления Штаба РККА, с июня 1932 года — начальника сектора 1-го отдела Управления ПВО РККА. С декабря 1932 года — на учёбе в академии.
В 1933 году Нагорный окончил Военную академию РККА имени М. В. Фрунзе и вновь служил в Управлении ПВО РККА начальником сектора. В январе 1935 года занял должность заместителя начальника первого отдела ПВО РККА. Участвовал в поездке с группой, возглавляемой И. Якиром, на учения ПВО Франции в августе — сентябре следующего года.
В 1936 году курсы усовершенствования при Военно-воздушной академии им. Н. Е. Жуковского. В октябре 1936 года переведён в Генеральном штабе РККА помощником начальника отделения. В декабре того же 1936 года был отправлен в Испанию, где в то время шла гражданская война. Участвовал в боевых действиях по март 1938 года, за отличие в боях Николай Никифорович был награждён орденом Ленина и орденом Красного Знамени.
Все свои наработки майор Нагорный изложил в докладной записке, направленной в Генштаб в июле 1937 года «Выводы и предложения в области противовоздушной обороны на основе опыта работы в Испании». В ней он провёл анализ действий зенитной артиллерии по уничтожению авиации противника и оценил роль зенитных орудий среднего калибра в современной войне. По возвращении из Испании находился в распоряжении Управления по командно-начальствующему составу РККА, работая в группе по обобщению опыта боевых действий. Написал 4 брошюры по вопросам ПВО.
С января 1939 года комбриг Нагорный начал работу в Военной академии имени Ф. Э. Дзержинского. Был преподавателем, с августа 1939 — начальником кафедры тактики ПВО на факультете зенитной артиллерии. С 20 октября 1939 года — доцент.

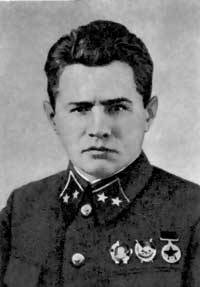
Генерал-майор РККА Н. Н. Нагорный

В 1940 году Нагорному было присвоено воинское звание «генерал-майор».
В июне 1940 года вернулся в войска на должность помощника командующего войсками Одесского военного округа по ПВО, в августе 1940 года занял должность начальника отдела ПВО оперативного управления Генерального штаба. В январе 1941 года Управления ПВО было преобразовано в Главное управление противовоздушной обороны, а Нагорный назначен в новое Главное управление ПВО начальником первого отдела. В феврале 1941 года назначен начальником штаба Главного управления ПВО РККА.
Участник Великой Отечественной войны с июня 1941 года.
В начале октября 1941 года вражеская авиация осуществила налёт на Воронежский авиазавод. Войска ПВО Воронежа имели только малоэффективную зенитную артиллерию, а самолёты-истребители руководство ВВС Орловского военного округа ему предоставить отказалось. О вопиющем факте доложили И. В. Сталину. Тот был взбешён и вызвал к себе для объяснений Нагорного, фактически являвшегося в это время начальником Главного управления ПВО РККА. После разговора с Верховным главнокомандующим взял на себя ряд обязательств по улучшению системы ПВО. В ноябре 1941 года назначен начальником штаба Войск ПВО территории страны.
До конца войны возглавлял штаб Войск противовоздушной обороны территории страны. С августа по октябрь 1943 года в связи с реформированием войск был начальником штаба Западного фронта ПВО, но затем возвращён на прежнюю должность.
С июля 1944 года одновременно — заместитель командующего артиллерией РККА по войскам ПВО, одновременно был начальником Центрального штаба ПВО армии (с марта 1945 года — начальник Главного штаба войск ПВО — заместитель командующего артиллерией РККА по войскам ПВО). Неоднократно выезжал в действующую армию.
После окончания войны (с мая 1946 года) начальник Главного штаба — первый заместитель командующего Войсками ПВО страны. С апреля 1951 года по июль 1952 года — командующий войсками ПВО Бакинского района.
7 июля 1952 года назначен на должность командующего Войсками ПВО СССР.
В июне 1953 года войска воздушной приграничной линии были объединены с Войсками ПВО страны, только что образовавшуюся структуру возглавил уже не Нагорный. В июле 1953 года он стал командующим войсками Московского района ПВО.
В мае 1954 года стал помощником главнокомандующего Войсками ПВО, в августе 1955 года был уволен в запас по состоянию здоровья.
Жил в Москве. Умер 11 июля 1985 года.

## Награды
- Два ордена Ленина (1.07.1937, 21.02.1945)
- Пять орденов Красного Знамени (9.11.1937, 14.02.1943[2], 3.11.1944, 2.09.1950)
- Орден Кутузова I степени (17.11.1945)
- Орден Кутузова II степени (16.05.1944)
- Три ордена Отечественной войны I степени (29.03.1944, 12.04.1944, 11.03.1985)[3]
- Два ордена Красной Звезды
- Медаль «За оборону Москвы» (1942)
- другие медали

## Воинские звания
- Майор (05.12.1935),
- Комбриг (01.07.1938, минуя звание полковника),
- Генерал-майор (04.06.1940),
- Генерал-лейтенант артиллерии (31.03.1943),
- Генерал-полковник артиллерии (18.11.1944).